# At-Tin

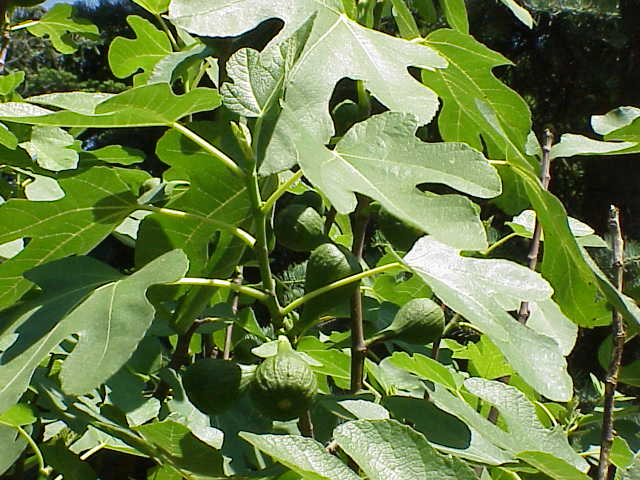
Ett fikonträd som bär frukt.

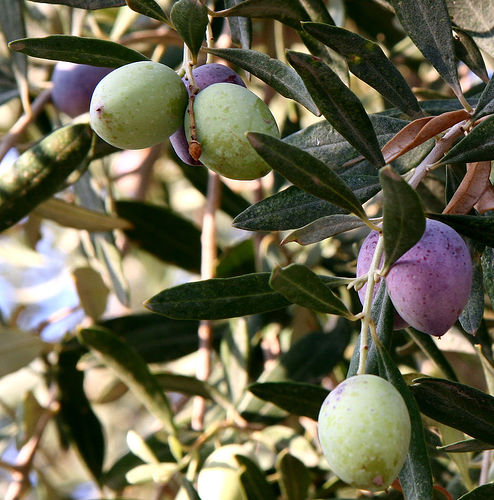
Ett olivträd i Jordanien.

At-Tīn (arabiska: التين at-Tīn, "Fikonträdet") är den nittiofemte suran i Koranen med 8 verser (ayah). Suran börjar med att nämna fikonträdet (som gett upphov till surans namn), oliven, Sinai berg och "detta trygga land" (som anses synonymt med den heliga staden Mekka):
[1] VID FIKONTRÄDET och oliven [2] och Sinai berg [3] och detta trygga land!
Muhammad Asad, författare av boken The Message of the Qur'an kommenterar verserna:
| ” | "Fikonträdet" och "oliven" symboliserar i detta sammanhang landet där dessa tre dominerar: eg. länderna som gränsar på den östra sidan av Medelhavet, särskilt Palestina och Syrien. Eftersom det var i dessa länder de flesta abrahamitiska profeterna som omnämns i Koranen levde och predikade, måste träden ses som metonymer för de religiösa läror som förkunnades av en lång rad Gudsinspirerade män, kulminerande med den sista judeiska profeten, Jesus. "Sinai berg" å andra sidan, betonar starkt Moses apostlaskap, eftersom den religiösa lagen, som gällde på hans tid och som gäller på Muhammeds tid - och med en huvudbeståndsdel bindande även för Jesus - uppenbarades för honom på Sinai berg. Till sist syftar "detta trygga land" otvivelaktigt på Mekka, där Muhammed, den Siste Profeten, föddes och mottog sin gudomliga kallelse. Således leder vers 1-3 vår uppmärksamhet till den fundamentala etiska enheten som är grundläggande för lärorna - de sanna lärorna - i alla de tre historiska faserna av monoteistisk religion, metonymiskt personifierade av Mose, Jesus och Muhammed. Den specifika sanningen som måste tas ställning till här hänvisas till i efterföljande tre verser. | „ |

Koranens kosmologi klargör att Gud skapade människan av lera. Denna sura föreslår inte bara detta, utan att jorden Gud använde för att skapa mannen "var den allra bästa" (vers 4). Leran har avskilt människan från Gud; eftersom lera är tyngre och mer fast än eld, ur vilken djinnerna skapades, eller ljus, som änglarna skapades av.
Hur som helst är inte hela mänskligheten fördömd till ett absolut avlägsnande från Guds sällskap och närhet. Passagen fortsätter, "...dem som tror och lever ett rättskaffens liv; ja, deras lön skall vara utan ände" (vers 6). Ett fulländat människoliv kommer således att höjas över sitt måttliga ursprung och ge människan en unik möjlighet att få jubla på Domens dag. Guds dom, för himlen eller helvetet, kan inte överklagas, för "Är inte Gud den visaste av domare?" (vers 8).